# Zumstein
Pour les articles homonymes, voir Zumstein (homonymie).

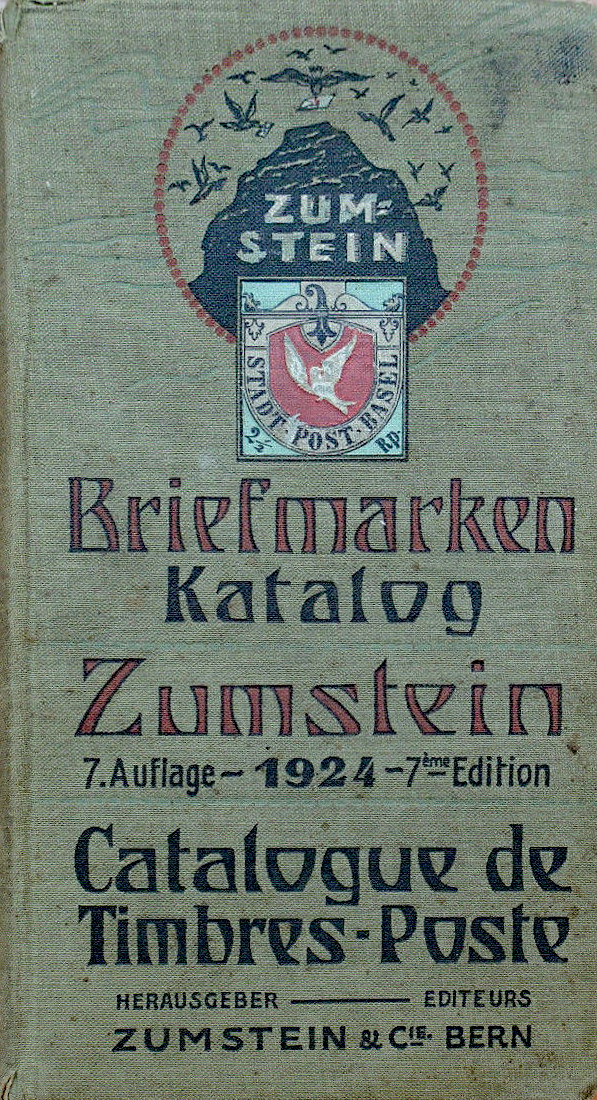
1924 Catalogue de Timbre-Poste: 7´ème edition

Zumstein est un éditeur philatélique, marchand de timbres et de matériel philatélique suisse. 
L'entreprise basée à Berne a été fondée par Ernst Zumstein, en 1905. Deux ans plus tard, il publie les Philatelistische Börsennachrichten (nouvelles de la bourse philatélique), devenues en 1915 le Berner Briefmarken-Zeitung (journal bernois des timbres-poste). Le premier catalogue Zumstein des timbres suisses est publié en 1909. Depuis la fin de la Seconde Guerre mondiale, l'entreprise est dirigée par des membres de la famille Hertsch.
L'éditeur publie chaque année un catalogue bilingue allemand-français des timbres suisses et du Liechtenstein, ainsi que des volumes sur les timbres d'Europe occidentale et orientale. Pour les timbres suisses, il publie également un Spezial-Katalog plus exhaustif et illustré, et une édition de poche.
Les autres publications sont des monographies sur certaines émissions locales et fédérales suisses et l'histoire postale de ce pays. Les ouvrages sont généralement en allemand, parfois en français.